# 大周万国颂德天枢
大周万国颂德天枢是武周时期在神都洛阳中心线上建筑的一座标志性的建筑物，又称“四龙人立（力）捧珠”。
延载元年（公元694年），各少数民族首领，献钱请立天枢于端门（洛阳皇城正南门）之外，以记载武则天的功业。于是征买天下铜50万斤，铁330万斤，令工人毛婆罗造模，铸八棱铜柱，以为天枢。高一百零五尺，迳一丈二尺。下置铁山，绕以铜龙、麒麟。上施云盖，置四蛟以捧一丈高火珠。证圣元年（公元695年）四月一日，天枢成，刻以百官及四夷犹长姓名。则天亲自书其榜曰：“大周万国颂德天枢”。武则天死后，玄宗开元二年（公元714年），这根天枢被毁，朝廷令工匠销溶其铜铁，据说耗时一个多月，仍不能完全溶化此巨大之物。

## 设立
于《资治通鉴》中记载设立是由武三思提议创立的，于天册万岁元年夏四月完成，立于午门之外，中轴线上。

## 形制
《资治通鉴》中记载为：
高一百五尺，径十二尺，八面，各径五尺。下为铁山，周百七十尺，以铜为蟠龙麒麟萦绕之。上为腾云承露盘，径三丈，四龙人立捧火珠，高一丈。
《新唐书·则天武皇后传》中记载为：
“其制若柱，度高一百五尺。”“柱颠为云盖，出大珠，高丈，围三之。作四蛟，度丈二尺，以承珠。”铁山高“二丈”，“负以铜龙，石镵怪兽环之”。“无虑用铜铁二百万斤”。
1. ↑  张惠敏，邹重华，吴宗国.  (PDF).   [2023-10-06]. （原始内容存档 (PDF)于2023-10-06）.